# 爊鸭
爊鸭是中国江苏省苏州、昆山、常熟一带的一种传统风味食品，将鸭使用多种香料和中药煮制。
2015年，昆山太和爊鸭食品厂（注册商标：太和）被评为“江苏老字号”。